# Cenacolo della Calza
Le Cenacolo della Calza  désigne la fresque de Franciabigio  qui couvre le fond de la salle du réfectoire du couvent San Giovanni della Calza  en Oltrarno près de la Porta Romana à  Florence.

## Description
La  Cène au sens iconographique, le dernier repas pris par Jésus avec ses apôtres, aligne les apôtres entourant le Christ, tous vus de face à l'exception de Judas placé dos aux spectateurs.
La peinture est signée et datée en cartellino sur un des montants d'un tréteau sur lequel est posé le panneau de la table.